# 小谷野薫
小谷野 薫（こやの かおる、1963年1月27日 - ）は、東京都墨田区出身の実業家、投資銀行家、経営コンサルタント。

## 来歴
開成高等学校、東京大学教養学部卒。ニューヨーク大学経営大学院（スターン・スクール）修了(MBA・MS)。
1985年、東大を卒業し野村総合研究所に入社、経済調査部に所属する。1992年、当時野村と資本提携していた投資銀行ワッサースタイン・ペレラに出向する。1996年5月、野村総研企業財務調査室長に就任した。この間、企業財務からM&Aのコンサルティング業務を担当していた。
1999年、シティグループと日興證券との合弁で日興ソロモン・スミス・バーニー証券（現シティグループ証券）が設立される と入社し、2002年1月にはマネージング・ディレクターに就任した。
2005年3月、クレディ・スイス証券に入社し、M&A部門のマネージング・ディレクターに就任した。この間、2005年ブルドックソースによるイカリソース経営再建、2006年王子製紙の敵対的TOBに対抗する北越製紙支援（日本における敵対的TOBの代表的な事例）、などに関与している。2007年ごろからデオデオ（エディオン）のM&Aに関与する。
2010年、投資銀行家を辞め経営コンサルタント会社"日本総合アドバイザリー事務所"を立ち上げる。
同年、クレディ・スイス時代の顧客だったエディオンの久保允誉社長から打診され同社顧問（財務アドバイザー）に就任した。この間、エディオンの関連会社にあたるJリーグ・サンフレッチェ広島の財務アドバイザーも担当した。2012年4月、サンフレッチェ広島会長でもある久保から打診され球団取締役、同年9月から常務取締役に就任した。2012年度に資本減少を行ったサンフレッチェ広島においてその責任を取る形で本谷祐一社長が退任することになり、2013年1月サンフレッチェ広島代表取締役社長に就任する。2015年2月下記の理由により退任。
2015年1月、第18回統一地方選挙にて執行される予定の広島市長選挙（4月12日投票）に無所属候補として出馬することを表明した。サッカースタジアム建設に消極的だった現職の松井一実に対し、スタジアム建設推進と広島経済活性化を選挙公約に掲げ無所属・無推薦で立候補したが、自民・民主・公明各党の相乗り推薦を取り付けた松井に敗れている。
2015年6月、エディオン取締役に就任した。その後後述するように同社常務・専務を歴任したほか、エディオンが子会社化したフォーレストの社長も務めたが、2021年6月の株主総会で取締役を辞任し顧問となった。

## 略歴
- 1985年4月 野村総合研究所入社
- 1996年5月 野村総合研究所企業財務調査室長
- 1999年 日興ソロモン・スミス・バーニー証券入社
- 2002年1月 日興ソロモン・スミス・バーニー証券マネージング・ディレクター
- 2005年3月 クレディ・スイス証券入社、マネージング・ディレクター
- 2010年1月 日本総合アドバイザリー事務所代表
- 2010年5月 エディオン顧問
- 2012年4月 サンフレッチェ広島取締役
- 2012年9月 サンフレッチェ広島常務取締役
- 2013年1月 サンフレッチェ広島代表取締役社長
- 2015年2月 サンフレッチェ広島代表取締役社長退任
- 2015年3月 広島市長選挙立候補正式表明
- 2015年4月 広島市長選挙に立候補するも落選
- 2015年6月 エディオン取締役
- 2015年10月 エディオン管理本部長
- 2016年6月 エディオン常務取締役
- 2017年6月 エディオン専務取締役
- 2017年12月 フォーレスト代表取締役社長（～2019年6月）
- 2018年6月 エディオン取締役専務執行役員
- 2020年6月 エディオン取締役常務執行役員
- 2021年6月 エディオン顧問

## 詳細
サンフレッチェ広島経営再建五カ年計画
小谷野が社長時代に主に進めたことは、2012年の減資及び増資の際に前社長の本谷が株主に説明した「経営再建五カ年計画」の推進である。これは端的にいえば5年間で資本金と同額の2億円を累計利益として確保するというもので、そのため厳しい財政管理の中でチーム運営を行った。こうした中で森保一監督以下現場の尽力で、2013年のJリーグ優勝（連覇）やナビスコカップおよび天皇杯準優勝と国内3大大会のすべてのタイトルに絡み、2014年のACLではクラブ史上初のGL突破するという結果を残した。特に潤沢ではない予算で地方のクラブがJリーグ連覇を達成したことは偉業として評価されている。このタイトルの賞金もあり、順調に計画を進めていった。
『こやのん』
こやのんは、サンフレッチェ広島が2013年9月に発表した、小谷野をモデルとしたゆるキャラ。見た目はナスにも似たデザインとなっているが、クラブ側では「決して“なすびキャラ”ではありません」としている。
元々サンフレッチェのサポーターからは小谷野をモチーフとしたグッズを求める意見があり、2013年7月に行われたサポーターズカンファレンスの質疑応答でも本人が「非常に困惑しています」「個人的にはこうした企画は潰れて欲しいと思っています」と回答する一幕があった。一方でクラブ側としては、本来のチームマスコットであるサンチェ・フレッチェに対するテコ入れ策を考えており、その一環として第3のキャラを登場させサンチェをいじられキャラとしてキャラ立ちさせようとした。
2013年9月、「こやのん」は正式にグッズ化された。同年9月21日の試合前に300個限定で発売されたキーホルダーはわずか26分で完売し、のち追加生産された。
サッカースタジアム建設推進

## 参考資料
- “From Tokyo banker to J.League mascot: the birth of Koyanon” (英語).  ロイター (2013年12月13日). 2015年2月13日閲覧。
- 中野和也「- 継続 - ロングインタビュー小谷野薫新社長」『紫熊倶楽部』2013年2月。
- “サンフレッチェ広島 本谷祐一代表取締役社長の退任 ならびに、小谷野 薫（こやの かおる）代表取締役社長就任のお知らせ”.   サンフレッチェ広島 (2012年12月13日). 2015年2月13日閲覧。
- こやのかおるオフィシャルウェブサイト - ウェイバックマシン（2015年4月2日アーカイブ分）